# Сидерно
Сидерно (итал. Siderno) је насеље у Италији у округу Ређо ди Калабрија, региону Калабрија.
Према процени из 2011. у насељу је живело 15651 становника. Насеље се налази на надморској висини од 15 м.

## Становништво
Према резултатима пописа становништва 2011. у општини је живело 16.879 становника.
| 1931.  | 1936.  | 1951.  | 1961.  | 1971.  | 1981.  | 1991.  | 2001.  | 2011.  |
| ------ | ------ | ------ | ------ | ------ | ------ | ------ | ------ | ------ |
| 13.488 | 14.497 | 16.551 | 15.512 | 15.420 | 15.654 | 16.274 | 16.734 | 16.879 |

## Партнерски градови
- Сасо Маркони